# Marco Girolamo Vida
Marco Girolamo Vida łac. Marcus Hieronymus Vida (ur. 1485 w Cremonie,  zm. 27 września 1566 w Albie) – włoski duchowny katolicki, biskup, humanista i poeta nowołaciński.

## Życiorys
Marco Girolamo Vida urodził się najprawdopodobniej w Kremonie w 1485. Na chrzcie otrzymał imię Marcantonio, które zmienił na Marco Girolamo, wstępując do zakonu Kanoników Regularnych Laterańskich. Wybrał karierę duchownego rzymskokatolickiego. Przebywał na dworze papieża Leona X. W 1532 papież Klemens VII podniósł go do godności biskupa Alby. Vida uczestniczył w soborze trydenckim. Zmarł 27 IX 1566 w Albie.

## Twórczość
Marco Girolamo Vida jest jednym z najważniejszych poetów nowołacińskich. W młodości napisał dwa poematy Scacchiae-Ludus i Bombyx. Zasłynął napisanym na polecenie Leona X eposem Christias (Chrystiada), opowiadającym o życiu Jezusa w stylu Wergiliusza. Utwór ten był przekładany na wiele języków, w tym na chorwacki i ormiański. Oprócz tego opublikował traktat w heksametrach De arte poetica (1527).

## Wpływ
Chrystiada była utworem niezwykle popularnym. W XVI wieku doczekała się prawie 40 wydań. Wywarła wpływ na wielu poetów, w tym na Abrahama Cowleya i Johna Miltona.

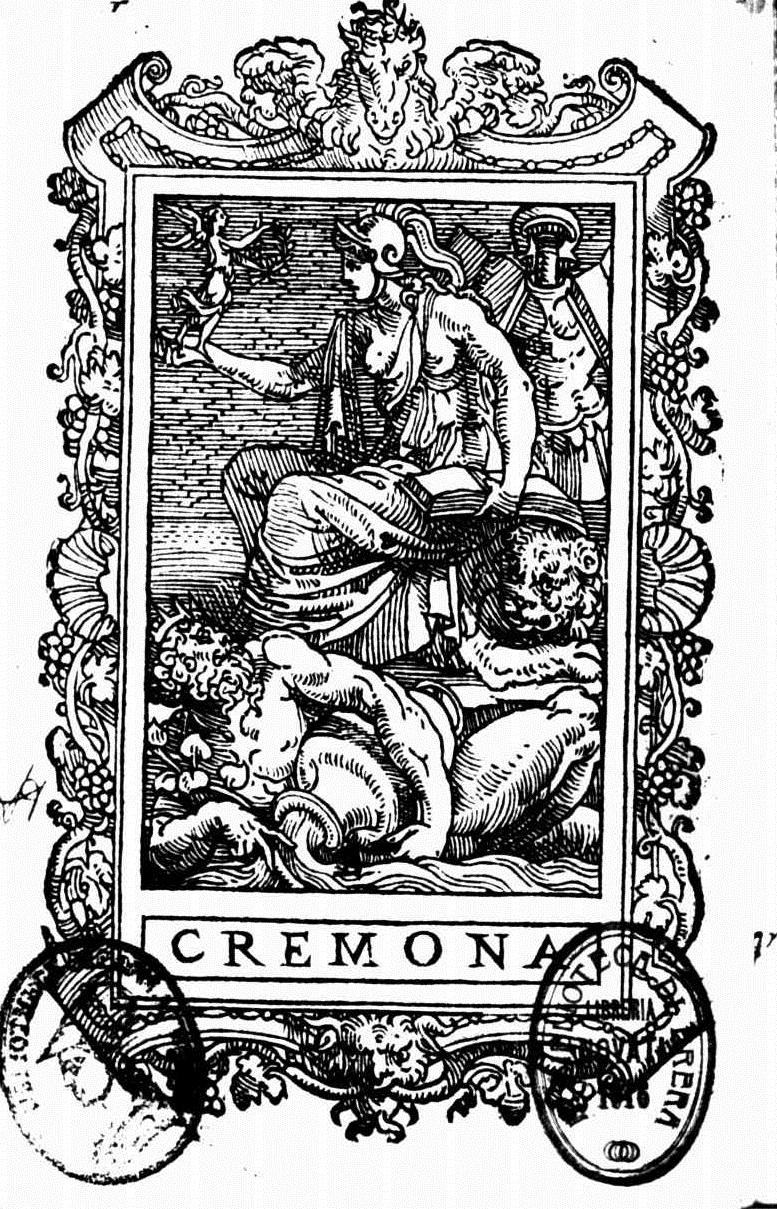
Cremonensium orationes, 1550

## Przekłady
Chrystiadę na język angielski przełożył James Gardner. Na włoski oktawą przetłumaczył ją Domenico Bartolini. Poemat Scacchiae-Ludus sparafrazował jako Szachy Jan Kochanowski.